# Конопниця (Львівський район)
Коно́пниця — село в Україні, в Оброшинській сільській громаді, Львівського району, Львівської області. Відстань до обласного та районного центрів становить 7 км, що проходить автошляхами міжнародного та місцевого значення. Відстань до найближчої залізничної станції Суховоля становить 5 км.

## Географія
Село поділено на чотири частини: 
- Підгостинець — район, що розташовується при головному шляхові, що прямує до Європи.
- Дяки — назва району походить від того, що тут в оселі Івана Малашняка мешкав монах Іван Юськів. Монах був надзвичайно освіченим, ерудованим, толерантним, високодуховним панотцем, разом з тим жертовним до віри. Він таємно сповідав односельців, а також при заслонених вікнах благословляв молоді подружжя, які ставали на рушник щастя, підпільно проводив богослужіння.
- Засланівка (або Кваснічівка) — назва району походить від узагальненої назви усіх поселенців інших національностей, яких колись називали засланцями (татар, поляків тощо).
- Царське село — район переважно сучасної елітної забудови.

## Населення
За даними всеукраїнського перепису населення 2001 року в селі мешкало 562 особи:
| українська | 559 | 99,47 |
| російська  | 3   | 0,53  |

## Топоніми

### Урбаноніми
Вулиці:
- Бандери Степана
- Городоцька
- Дорошенка Петра
- Івасюка Володимира
- Козацька
- Лесі Українки
- Миколайчука Івана
- Перемога
- Рудницького Степана
- Франка Івана
- Шептицького Андрея
- Шухевича Романа

## Історія села
Село Конопниця має досить унікальну, особливо цікаву, у порівнянні зі своїми сусідами, історію. Як село, Конопниця виникла на початку XX століття. Село розвивалося швидкими темпами. Заселене переселенцями з Західної Польщі, серед яких переважало польське населення — 98 %, а на інші національні групи (німці, євреї, українці) припадало всього 2 %. У довоєнні часи, під час приходу перших совітів, так і по закінченню другої світової війни у наслідок великих переселень, депортацій цілих народів радянською владою, склад населення повністю змінився. Село було заселене українцями, росіянами, переселеними з Надсяння, Східної і Південної України та інших місцевостей. Такої трагедії протягом півстоліття зазнавали рідко які населені пункти. Відродившись заново, село стало привабливим для проживання, особливо у часи незалежної України.

### Перші згадки
У Центральному державному історичному архіві України (м. Львів) у географічному каталозі село Конопниця не згадується зовсім. Єдиною прямою згадкою є запис в освітньому каталозі про відкриття школи в селі Конопниця, датований 1914 роком.

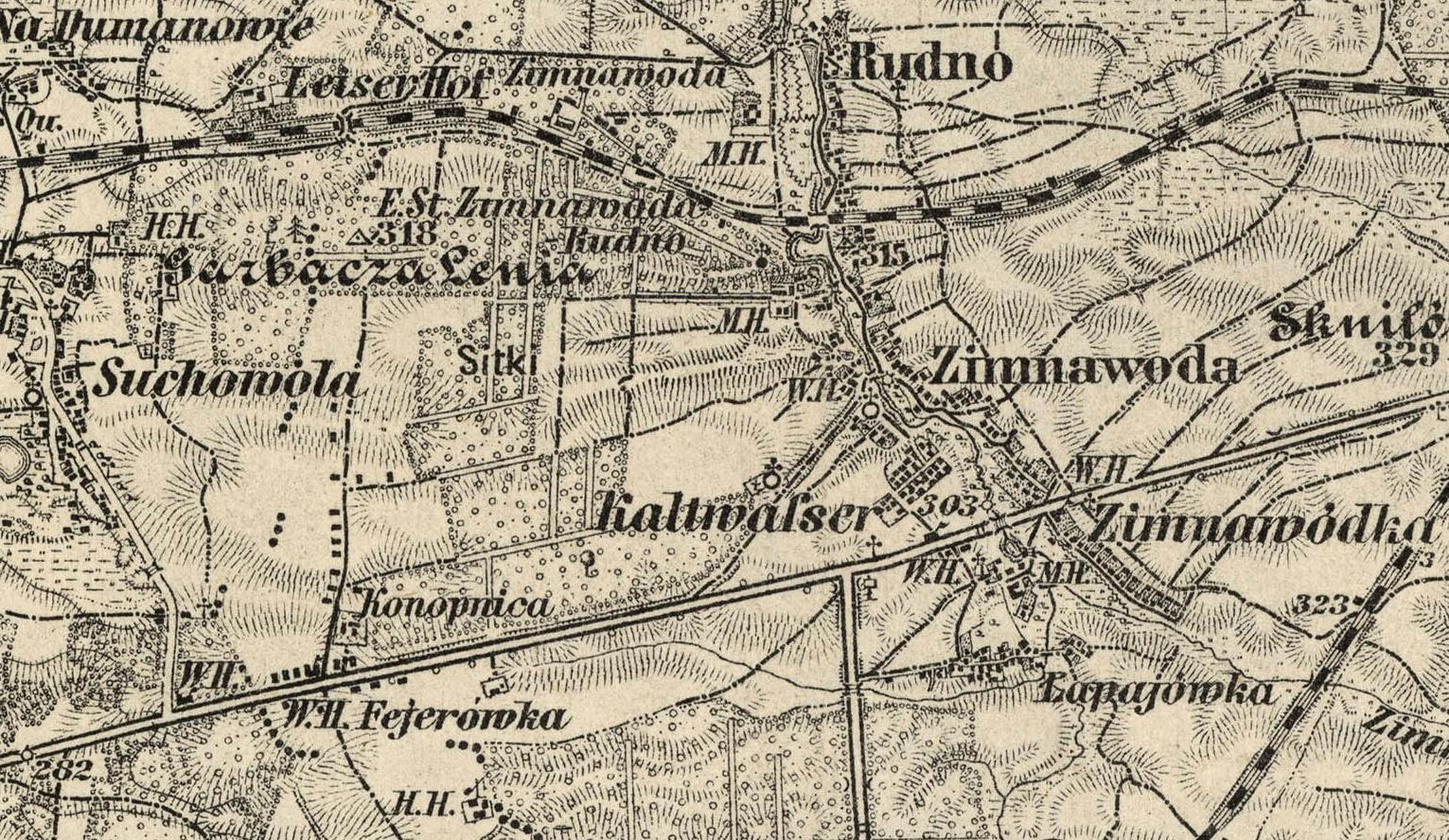
Мапа 1904 року (мірила 1:75000)

Оскільки мешканці села Конопниці були поляками і відповідно римо-католиками, тому записи метричних книг костелу святої Катерини села Зимна Вода є достовірним свідченням про село. Перший запис, у якому згадується село Конопниця, подані у «Метричній книзі костелу с. Зимна Вода 1890—1932 рр. (народження)» про народження 8 листопада 1903 року Владислава Гайдуґи. У 1904 році вже є чотири записи про народження дітей у селі Конопниця, у 1905 році — 4 записи, у 1906 році — 8 записів, у 1907 році — 8 записів, у 1908 році — 2 записи, у 1909 році — 13 записів, у 1910 році — 5 записів, у 1911 році — 17 записів, у 1912 році — 15 записів, у 1913 році — 11 записів, у 1914 році — 17 записів. Така кількість народжених дітей (більшість у різних сім'ях) свідчить про швидке заселення села на початку XX століття.
У «Метричній книзі костелу с. Зимна Вода 1859—1915 рр., 1936 (смерть)» є перший запис, у якому згадується село Конопниця — про смерть 29 серпня 1905 року Губерта Лємкнера у віці 4 місяців. 1906 року також померла ще одна дитина. Тобто село було заселене молодими людьми.

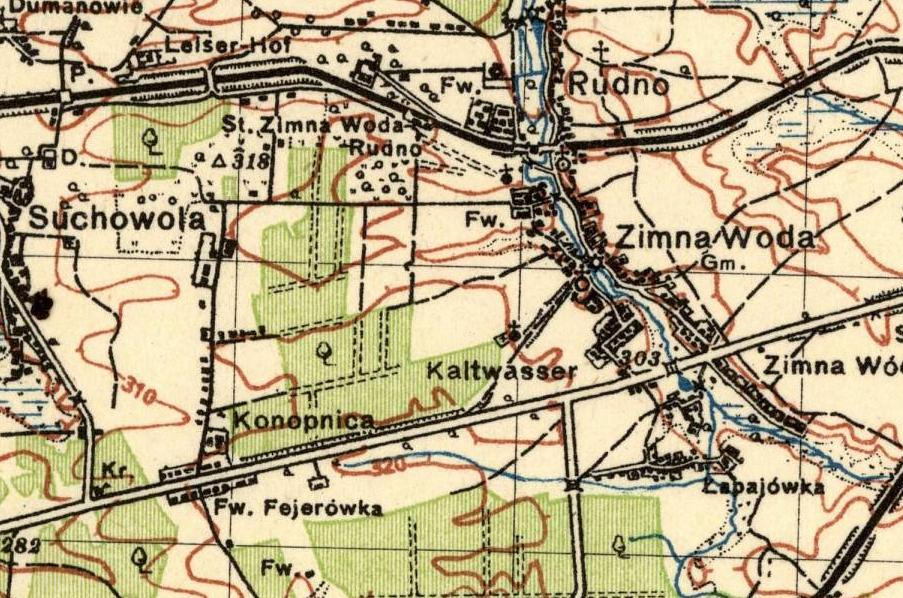
Конопниця на мапі Польського Військового географічного інституту 1923 року (мірила 1:100000)

Важливими є записи у «Метричній книзі костелу с. Зимна Вода 1908—1920 рр.» про одруження жителів села Конопниця. В усіх пар, що одружувалися на початку XX століття й мешкали у Конопниці, місцем їхнього народження вказані інші населені пункти Львівського або Краківського воєводств.
Про появу села Конопниця на початку XX століття також свідчить карта, перероблена з мапи 1892 року та підписана 11 серпня 1904 року. На ній у селі Конопниця вже нараховується більше ніж двадцять будинків. Про зародження і розвиток села на початку XX століття також свідчить наказ про відкриття 1 вересня 1914 року школи у селі Конопниця. У 1930-х роках село Конопниця продовжувало розбудовуватися. Про це свідчить карта, видана у 1923 році Польським Військовим географічним інститутом.

### Часи Австро-угорської імперії
Вивчаючи матеріали Центрального державного історичного архіву України (м. Львів), Державного архіву Львівської області, можна зробити висновок, що село Конопниця виникло на початку XX століття.

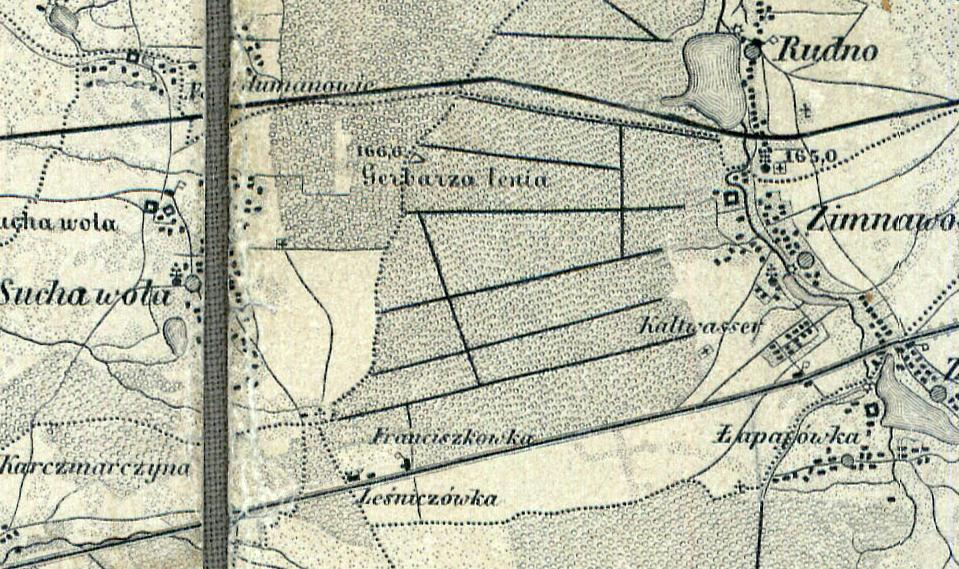
Мапа 1855 року

Як показують географічні мапи, видані у XIX столітті, на території сучасного села Конопниця розташовувалися поодинокі маєтки (фільварки). Так на мапі 1855 року показано два фільварки — Францішкувка (пол. Franciszkówka) та Лєснічувка (пол. Leśniczówka), а на більш пізній, виданій у 1894 році, окрім вище згаданих показано ще три двори.

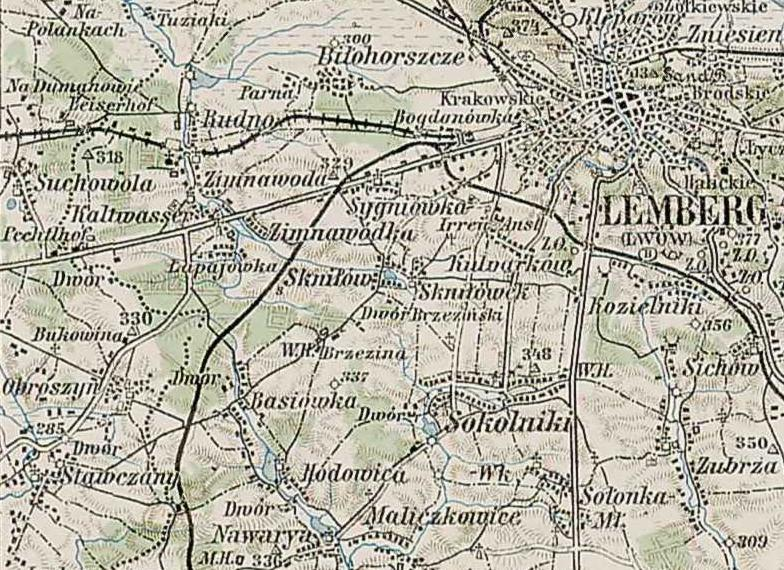
Мапа 1894 року місцевості, де тепер розташоване с. Конопниця

Дуже важливим свідченням відсутності села Конопниця у XIX столітті — стаття про село Зимна Вода у «Словнику географічному Королівства Польського і інших країв слов'янських 1890—1902 років», з яким межує Конопниця, то там воно не згадується, ні в ролі сусідів, ні в приналежності до парафії костелу святої Катерини.

### У часи Другої Речі Посполитої (1919—1939 рр.)
Оскільки за національним складом населення села Конопниця було поляками, то, вочевидь, що з утворенням у 1918 році Польської Республіки розквіт села тривав.
За адміністративним поділом село входило у гміну Кальтвассер, яка належала до Львівського повіту, Львівського воєводства. У Державному архіві міста Львова збереглися документи правління Львівського староства повіту і Львівського воєводства. Серед них є такі, у яких згадується село Конопниця. Так про належність с. Конопниця до гміни Кальтвассер вказує поданий у 1931 році перелік населених пунктів, що входять до складу гміни для проведення перепису населення.
У Державному архіві міста Львова є список власників будинків у гмінах Львівського повіту станом на 1931 рік. У цьому списку с. Конопниця належить до гміни Кальтвассер (тепер це частина с. Зимна Вода) і вказане як присілок. Будинки № 1—35 належали до с. Кальтвассер, будинки № 36—65 знаходилися в с. Конопниця біля гостинця (на той час так називали нинішній автошлях «Львів—Краків»), а будинки № 66-117 — у селі Конопниця. Отже, хоча с. Конопниця входило в управління гміни с. Кальтвассер, але воно було значно більшим. Серед власників були в основному поляки, лише декілька українців (Заяць Іван, Паньо Северин, Карванський Ілько, Качмарик Василь) та єврейська родина Манделькон, в будинку останніх була корчма.
У 1937 році площа с. Кальтвассер разом з с. Конопниця становила 407,73 га. У той же час с. Зимна Вода мало площу 794,18 га, Зимна Відка — 962,73 га, Рудно — 679,31 га. У тому ж 1937 році гміна була у с. Зимна Вода, до якої належали громади сіл Кальтвассер, Білогорща, Рудно, Скнилів, Скнилівок та Зимна Відка. Тобто окремо від Кальтвассеру Конопницю не виділяли в окрему громаду.
24 листопада 1935 року в с. Конопниця була створена Читальня Товариства народної школи (затверджена повітовим староством 23 січня 1936 року). У це товариство входило 18 членів, ініціатором заснування Читальні був Еміль Чаплинський з Зимної Води. Було обрано керівництво у складі: Томаш Зубрицький (землероб і солтис) — голова; Владислав Стахак (землероб) — заступник голови; Ігнатій Чарніцький (землероб) — секретар; Король Ян (землероб) — заступник секретаря; Грибова Катерина (дружина землероба) — скарбник; Гриба Микола (землероб) — заступник скарбника; Шимак Йосип (керівник школи) — член правління. У 1938 році було переобрано нове правління Товариства. До його складу як бібліотекар увійшов новий керівник школи Владислав Лаба.
20 серпня 1937 року у с. Конопниця було організоване товариство «Коло господинь села» у складі 15 членкинь. Це товариство очолювали: Юзефа Пундукова — голова; Броніслава Стись — заступник голови; Катерина Марковска — секретарка; Францішка Крочак — заступник секретарки; Марія Рейнова — скабничка.
25 квітня 1938 року громада с. Кальтвассер звернулася до Повітового староства у Львові з проханням про перейменування села Кальтвассер на Конопницю. Обґрунтуванням було, по-перше, те, що у с. Кальтвассер (напевно разом з с. Конопниця) мешкало 75 % поляків та 25 % інших національностей, зокрема німців та русинів (українців), а по-друге, що поряд з назвою Кальтвассер використовується назва Конопниця. До звернення доклали 109 підписів жителів. На підтримку перейменування 1 грудня 1938 року до Повітового староства у Львові звернулося «Коло Товариства школи народної імені Владислава Реймонта у Зимній Воді-Рудному». На цьому ж листі 22 грудня 1938 року вказано, що справа про перейменування розглядається у Львівському воєводстві. Як видно з документів про вибори громадської ради 12 лютого 1939 року вже немає громади Кальтвассер, а є Воля Конопницька, яка й об'єднувала села Кальтвассер та Конопниця. У тому ж документі вказано, що на 31 липня 1939 року солтисом громади Волі Конопницької був Владислав Стахак (мешкав у с. Конопниця, а народився 6 вересня 1886 року у с. Русоциці біля Кракова). Підсолтисом був Ян Месснер, який народився 17 травня 1870 року та мешкав у селі Кальтвассер. Ті ж самі особи у 1937 році вказані як солтис і підсолтис у громаді Кальтвассер. Що і свідчить про перейменування с. Кальтвассер і с. Конопниця в одне село Воля Конопницька. Оскільки Друга Річ Посполита у вересні 1939 року на теренах Львівщини перестала існувати, тому нова назва Воля Конопницька не прижилася: Кальтвассер став частиною Зимної Води і залишився лише у пам'яті старожилів, а Конопниця залишилася окремим селом.

### 1940—1946— виникнення сучасної української громади села
Роки великих випробувань як для народу (нації) в цілому, так і для конкретної громади є народженням чогось нового, кращого. Так і для села Конопниці час Другої світової війни, неодноразової зміни кордонів держав, великих переселень народів є часом заснування сучасної української громади села. Як це було, свідчать спогади багатьох мешканців села, зокрема, Копитко (Горун) Анастасії Іванівни.
Як відомо, 1 вересня 1939 року розпочалася друга світова війна і вже 17 вересня 1939 року на теренах Західної України, у тому числі Львова й Конопниці, які були приєднані до УРСР, а відповідно до складу Радянського Союзу. На цей час на території Конопниці мешкали поляки і лише декілька родин українців (Паньо, Очерклевич, Заяць, Філяс). Також була корчма, яку утримували єврейські родини Майлях та Манделькон.
Прихід радянської влади був ніби мирним,але призвів для багатьох родин до жахливих наслідків. Основним завданням, яке вирішив здійснити мілітаризований Радянський Союз, це утворити на місці густонаселених районів військовий полігон (тепер відомий як Яворівський військовий полігон). Питання звільнення території під полігон вирішували глобально. Національних патріотів, заможних господарів вивезли до Сибіру. Вивозили з усіх населених пунктів Західної України, у тому числі заможних поляків з села Конопниця. На звільнені таким чином господарства привозили родини з сіл, призначених під полігон (Вишенька, Курники, Тростянець, Щирець).

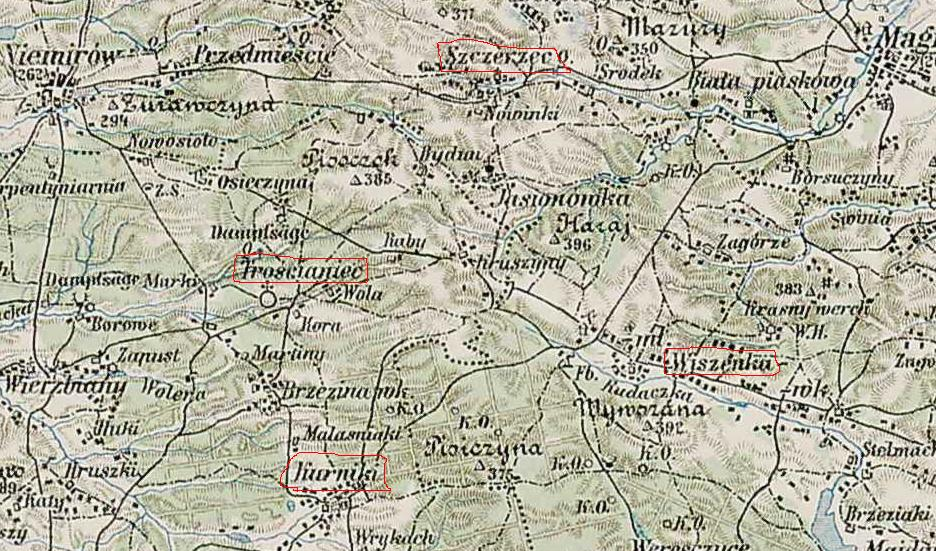
Фрагмент мапи з розташуванням сіл (обведені лінією), з яких переселені родини у с. Конопниця

Все було добре організовано. Після виселення заможних родин до Сибіру в усіх інших питань до «визволителів» не виникало. З усіх сіл Львівської області, які не переселялися, господарів з возами (на той час це був єдиним засобом перевезення на селі) відправили у села колишніх Равського та Яворівського повітів, територія яких була виділена району полігону. У кожне село прибуло багато возів, зокрема на хутір Козаки поблизу села Щирець. Виселення відбувалося у кінці квітня 1940 року. Дозволяли брати все власне майно (одяг, реманент, бочки, скрині, жорна тощо), худобу, запаси зерна. З Щирця у Конопницю привезли родини Горун та Мандрик. Оскільки, на той час, було «звільнено» у кожному селі по декілька будинків, через те великі родини з Щирця були розсіяні по Львівській та інших областях. Інші села, зокрема Курники, було переселено у Бессарабію на місце виселених у Сибір німців.
На той час у селі Конопниця ще не було колгоспу, тому кожній родині була надана (повернена на заміну забраної під полігон) земля для ведення сільського господарства. Сім'ї виживали завдяки власно вирощеній городині, худобі та примусовій праці. Окрім масового переселення галицьких селян радянська влада ще й проводила примусову мобілізацію молодих чоловіків до лав Радянської армії. Їх призвали у травні 1941 року, а в червні вже почалася війна між Німеччиною і Радянським Союзом. Багато загинули або ж пропали «безвісти».
Друга світова війна почалася в с. Конопниця майже непомітно. 22 червня бомбили військовий аеродром на Скнилові, за два тижні приїхали на мотоциклетках німці. У перші дні вивезли сім'ї місцевих євреїв. Місцеве населення вимушено здавало накладену контрибуцію на армію. Під час війни в селі Конопниця проживали спільно поляки (більша частина) та українці. Німецька комендатура розташовувалася тоді у селі Рудне. Їхнім представником у селі Конопниця був староста. Також під час війни у село Конопниця переїхали деякі сім'ї, які були переселені з полігону в інші села, зокрема, родини Пелещишин, Микитчак.
У липні 1944 року радянська армія зайняла Львів та Конопниця. Бойові дії у селі тривали протягом декількох днів, але їм передував відступ німецького війська. Разом з німцями з села виїхала частина поляків, які боялися приходу радянської влади та виселення до Сибіру. Новий прихід радянської влади спочатку майже нічого не змінив у житті селян. Вони дальше працювали і тепер вже здавали контрибуцію на радянську армію. Працювали жінки і діти, бо чоловіки були на фронті. Продовжувалась мобілізація тих, кого не забрали до війни і тих, хто досягнув призовного віку. Після від'їзду поляків та черговим виселенням до Сибіру «неблагонадійних» з'явилися незаселені будинки. Восени 1945 року радянська влада вирішила переселити мешканців колишнього села Курники вже з Бессарабії у Конопницю. Великі сім'ї з дітьми, без заготовлених на зиму продуктів харчування переселили на нове місце. Так у селі з'явилися прізвища Балущак, Журавський, Малашняк, Малюга, Пеленьо, Труба, Юсько.
У березні 1945 року, в рамках підготовки до підписання Радянсько-польського договору про державний кордон від 16 серпня 1945 року, та згідно «Угоди між Урядом Української Радянської Соціалістичної Республіки і Польським Комітетом Національного визволення про евакуацію українського населення з території Польщі і польських громадян з території УРСР» від 9 вересня 1944 року, весь Бірчанський район з районним центром Бірча, Ліськівський район з районним центром Лісько та західна частина Перемишльського району включно з містом Перемишль зі складу Дрогобицької області передано Польщі. Так, у листопаді 1946 року до Конопниці з села Ямна Долішня колишнього Бірчанського району переселені українські родини Герчак, Слюсарчик, Шмілик. Відповідно до цього ж договору з села Конопниця до Польщі виїхали майже всі місцеві поляки. Це переселення передувало сумнозвісній операції «Вісла».
У 1946 році утворена Водянська сільська рада до складу якої увійшли села Білогорща, Конопниця, Лапаївка та Холодновідка. 1957 року відбулося об'єднання дрібних колгоспів Водяного, Холодновідки, Конопниці, Рудна та Білогорщі у велике колективне господарство імені Ілліча, з колгоспною конторою (правління колгоспу) у Водяному. У 1970-х роках збудований фельдшерсько-акушерський пункт. Нині у цьому будинку крім ФАПу містяться бібліотека та сільська рада села Конопниця.

### У часи незалежної України
19 жовтня 1994 року II сесія Львівської обласної ради прийняла ухвалу за № 20 «Про питання адміністративно-територіального устрою окремих населених пунктів Львівської області». Саме на підставі цієї ухвали було створено Конопницьку сільську раду з центром в село Конопниця, а село Конопниця вилучено з підпорядкування Зимноводівської сільської ради. На 5 лютого 1995 року було призначено вибори сільського голови новоствореної Конопницької сільської ради, а вже 15 лютого 1995 року відбулася перша організаційна сесія Конопницької сільської ради другого демократичного скликання. Сесія визнала повноваження голови сільської ради Сич Параскевії Олексіївни.

## Освіта

### Шкільництво: історія та сучасність
У селі працює Конопницький заклад загальної середньої освіти І ступеня (колись початкова школа) — один з найстаріших навчальних закладів Пустомитівщини за часом заснування.

#### 1914—1939 роки
Громада присілку с. Зимна Вода з метою розбудови населеного пункту та створення повноцінного, окремого від Зимної Води села, вирішила 1 вересня 1914 року відкрити школу. Зі згоди та підтримки крайової влади громадою села придбаний заміський будинок польської письменниці Марії Конопницької, що являв собою цегляну будівлю, вкриту дахівку, була розташована біля траси, яка вела на захід до Перемишля й на схід — до Львова. З часом школа стала центром села, яке отримало назву Конопниця.
Школа мала статус народної однокласової. Навчання велося польською мовою. Громада села опікувалася всіма видатками на утримання школи, влада оплачувала працю вчителя. Першим навчав дітей у школі вчитель Лаба Войтек, пізніше — пані Беднарська. Приміщення школи було розділено на дві частини. У правій частині — класна кімната з окремим входом; у лівій — помешкання вчителя, що складалося з житлових кімнат та кухні та мало окремі два входи. Про початок навчальних занять у школі щоранку сповіщав дзвін, прикріплений на фронтоні будинку.
Докорінно змінився статус школи після початку другої світової війни. З приходом у вересні 1939 року німецької окупаційної влади, яку згодом змінила радянська влада, більшість заможних польських родин було вивезено до Сибіру, у тому числі й місцевого вчителя. З початком німецької окупації, від 6 липня 1941 року навчання у школі не проводилося, а саме приміщення використовувалося німцями як майстерня для ремонту військової техніки.

#### 1944—1989
Навчальний процес у школі відновився вже по війні і навчання велося українською мовою, оскільки в селі мешкали етнічні українці, переселені сюди примусово у 1940—1946 роки з сіл Яворівщини, що потрапили в зону новоутвореного військового полігону. Ще частина українців була переселена з українських етнічних земель, що відійшли до Польщі. Поляків у селі не залишилося (крім родини Сухан), бо ті, що пережили війну у селі, виїхали у Польщу при відступі німців та просуванні фронту на захід.
У повоєнні роки вчителями вже Конопницької початкової школи Брюховицького району, працювали І. Е. Пацанівська, П. К. Ковальська, пізніше М. А. Вербенець. Нелегкими були ці шкільні роки, бо в одному класі навчалися діти різного віку (від 7 до 15 років). Було організовано чотири класи, з першого по четвертий, але навчалися вони у двох класах-комплектах: перший клас з третім, а другий з четвертим. На той час у школі навчалося 53 учні, також були діти і з сусідніх сіл (Суховолі, Бартатова). Шкільний будинок розділили між школою та новоутвореним сільським клубом, який зайняв колишнє приміщення класу. Шкільні класи перенесли до двох житлових кімнат вчителя, а учительську кімнату облаштували у колишній кухні. Директором та завідувачем школи була Пацанівська Ірина Едуардівна.
Радянська влада повністю підпорядкувала навчально-виховний процес у школі комуністичній ідеології. З цією метою у школі діяли дві ідеологічні організації: жовтенята (учні 1 і 2 класів) та піонери — з 3 класу, зі своїм статутом, правилами та піснями. Із розповідей колишніх учнів відомо, що багато ідеологічних заходів у школі проводилося лише «на папері». Таке дозоване ігнорування вказівок тодішньої влади тривало весь радянський період існування школи.
Пацанівська І. Е. та Вербенець М. А. працювали разом до 1960 року, Вербенець М. В. — до виходу на пенсію. На її місце Вербенець прийняли іншу вчительку Громик Анну Андріївну, бо в школі й далі було два класи-комплекти (до тридцяти учнів в кожному класі). Анна Андріївна пропрацювала у школі до серпня 1965 року, після чого перевелася на посаду вчителя початкових класів у Суховільську восьмирічну школу. 13 вересня цього ж року на місце Громик А. А. була прийнята Смолинська (Скіряк) Катерина Дмитрівна. Це вперше місцева жителька почала працювати вчителем у школі свого села. Необхідно зауважити, що радянська влада проводила політику перемішування кадрів високої кваліфікації: вчителів, інженерів, лікарів відправляли працювати в іншу місцевість. Тому в с. Конопниця працювали вчителями, фельдшерами прислані з інших місцевостей спеціалісти.
У серпні 1966 року, на пенсію вийшла вчителька школи І. Е. Пацанівська. Було прийнято на роботу молоду вчительку Гілету Марію Казимирівну, яка і стала завідувачем школи. Марія Казимирівна зуміла налагодити добрий зв'язок з батьками учнів, а також велику увагу приділяла матеріальному стану школи. За її ініціативи було повністю замінено покрівлю шкільного будинку (дерев'яні балки, дахівку), пізніше викладені та заасфальтовані стежки на шкільному подвір'ї. Реформування школи в цілому, а початкової зокрема: у 1970 році вона з чотирирічної стала трирічною, що призвело до скорочення однієї посади вчителя у школі. Автоматично зменшилася кількість учнів у школі, а тодішні закони про школу зобов'язували вчителя навчати одразу у трьох класах, якщо загальна кількість учнів менша 16. Тому Гілета М. К. навчала одночасно три класи — перший, другий і третій в одному класі-комплекті у дві зміни. Так тривало до 1985 року, коли кількість учнів перевищила 16, і знову постала потреба у ще одному вчителеві.
З 1 вересня 1985 року починає працювати вчителем у школі Малашняк (Копитко) Святослава Федорівна. До того часу вона 15 років працювала вчителем початкових класів, вчителем географії у школі сусіднього села Суховоля. За два роки, у 1987 році, вперше в історії школи дітей починають навчати з шести років, а початкова школа знову стає чотирирічною. Двоє вчителів Гілета М. К. та Малашняк С. Ф. створили дієвий і творчий колектив, який керувався у своїй праці девізом: «Все для школи, все для дітей». Педагоги шукають найоптимальніші методи та форми роботи, спрямовані на всебічне виховання своїх учнів. Це приносить свої результати. Випускники школи стають одними з найкращих учнів середніх шкіл сіл Рудне, Водяне та Оброшине, міст Львова та Городка.

#### У часи незалежної України
З 1 вересня 1989 року завідувачем Конопницької початкової школи призначено Малашняк С. Ф. Вперше, у березні 1989 року, на свою відповідальність (радянська влада заборонила відзначати річниці Шевченка) вчителі школи спільно із завідувачкою клубу Мерцало Христиною Михайлівною провели у сільському клубі для всієї громади села святковий ранок з нагоди річниці Великого Кобзаря Т. Г. Шевченка. А у травні 1990 року святково відзначили День Матері. Тодішня влада не вітала проведення таких заходів, тим більше у школі, серед дітей.
24 серпня 1991 року Верховна Рада України прийняла «Акт проголошення незалежності України». Наша Батьківщина відновила свій суверенітет і свободу. Починаються зміни у політичному житті країни. Школа теж їх відчуває: вносяться зміни у навчальні плани школи, як Міністерством освіти, так і обласним управлінням: спочатку з 4 класу, пізніше — з третього, вивчається іноземна мова (у школі — англійська), запроваджуються, спочатку факультативно, уроки християнської етики з 1 класу; передбачені уроки на вибір учнів та батьків (народознавство, українознавство, я і Україна). Починається активне відродження національних традицій. Школа стає українською по суті та по духу: зникає з навчальних планів початкової школи російська мова, оновлюється зміст підручників (відсутні оповідання та вірші про Леніна, революцію), перестає офіційно існувати в школі піонерська організація. Виникає потреба у вчителях. Тому у 1992 році запрошуються працювати в школу уродженки Конопниці Панахид (Труба) Марія Іванівна (у 1990 році) та Юсько (Труба) Світлана Михайлівна.
У 1992—1997 роках у школі працює чотири вчителі — М. К. Гілета, М. І. Панахид, С. М. Юсько та С. Ф. Малашняк. Запроваджуються нові традиції святкування державних, національних та релігійних свят не тільки з батьками та учнями, але й залучається громадськість села, організована директором Народного дому Мерцало Х. М. і вчителями школи. Зникає Новорічний ранок з дідом Морозом та Снігуронькою. проте повертається Свято Миколая. Жіночий день 8 березня школа перестає відзначати урочисто, натомість друга неділя травня — справжнє урочисте свято — День Матері, яке діти відзначають разом з мамами, родиною, усією громадою села. Школа бере активну участь у святкуванні Дня Незалежності України.
У 1997 році з виходом на пенсію Гілети М. К. у школі продовжують працювати троє вчителів. Збільшується кількість учнів, і один клас-комплект розділяють на два окремих класи. Починаючи з кінця 1990-х років в життя школи впроваджується особистісно-орієнтоване навчання, інноваційні технології, зокрема програми «Крок за кроком» та «Лицем до дитини».
Учителі школи прагнуть іти в ногу з часом. Через те Малашняк С. Ф. як вчитель початкових класів 1999 року відвідує курси Оксани Винницької за програмою «Лицем до дитини» та успішно впроваджує цю новизну в життя школи. У 2001 році навчається на курсах інноваційних технологій як керівник навчального закладу. Педагоги школи активно вивчають і підтримують процес гуманізації та демократизації навчально-виховного процесу. Це вимагає переосмислення навчальних та виховних завдань, створення нових взаємовідносин між учителем та учнем. У центр уваги ставиться учень з його пізнавальними запитами. Наповнюючи шкільне життя новим змістом, вчителі кардинально змінюють оформлення класних кімнат. Створено куточок «Світ очима дітей», в якому постійно оновлюються тематичні виставки учнівських малюнків: «Україна — наша Батьківщина», «Осінні фантазії», «Різдво в Україні», «Маму я люблю», «Поезія Т. Шевченка в дитячих малюнках» тощо.
Творча і натхненна праця вчителів отримала достойну оцінку. За рішенням атестаційної комісії при відділі освіти Пустомитівської районної державної адміністрації вчителям школи Малашняк С. Ф., Панахид М. І. та Юсько С. М. було присвоєно кваліфікаційну категорію «Вчитель вищої категорії». Крім цього, Малашняк С. Ф. 1994 року за досягнення визначних успіхів у впровадженні у практику досягнень науки і передового педагогічного досвіду нагороджена нагрудним знаком «Відмінник освіти України» та 1997 року їй присвоєне звання «Вчитель-методист». Конопницька школа стала єдиною в районі, де усі вчителі мають високу педагогічну кваліфікацію. На базі школи не раз проводилися обласні або районні семінари-зустрічі:
- методичне об'єднання вчителів початкових класів;
- семінар-тренінг для інспекторів-методистів районних відділів освіти усієї Львівщини;
- районні семінари завідувачів початкових шкіл з техніки життєдіяльності навчального закладу.

За результатами рейтингової оцінки роботи загальноосвітнього закладу Конопницька школа у 2003—2004 навчальному році була нагороджена дипломом, у 2011—2012 навчальному році — грамотою відділу освіти Пустомитівської райдержадміністрації за перше місце у номінації «Найкраща загальноосвітня школа І ступеня».
З метою ширшого впровадження інформаційних технологій у навчально-виховний процес вчитель школи Юсько С. М. у 2009 році пройшла навчання та отримала сертифікат зі спецкурсу «Intel. Навчання для майбутнього», а 2010 року вона була учасником регіонального конкурсу «Галицький проєкт — 2010». Її проєкт «Символи України», який брав участь у номінації «Найкращий навчальний проект для учнів 1—4 класів», зайняв 8 місце у цьому престижному західноукраїнському конкурсі. Відтоді у школі впроваджується використання інформаційно-комунікаційних технологій при викладанні навчальних предметів відповідно до Державного стандарту загальної освіти України. 2012 року Світлана Михайлівна Юсько пройшла навчання зі спецкурсу «Методика викладання предмету „Сходинки до інформатики“», і це дало змогу з 2013—2014 навчального року запровадити новий навчальний предмет «Сходинки до інформатики» для учнів 2—4 класів.

#### Співпраця з громадою села
Віддаючи себе творчій праці з дітьми, вчителі школи відчувають постійну і надійну підтримку громади села. Склався чотирикутник партнерства: школа — влада — громада — церква. Незважаючи на недофінансування освіти, цей чотирикутник на місці вирішує проблеми школи, розуміючи, що інвестиція у дитину найкраще окуповується.
Одним із основних напрямів діяльності вчителів є її спрямованість на співпрацю з батьками. Школа не може ефективно функціонувати без участі та допомоги сім'ї, без взаємодії з батьками. Якщо сім'я зацікавлена у вихованні особистості дитини, то сили школи потроюються. Така співпраця має гарні наслідки, у цьому ми переконались на власному досвіді. Батьки учнів беруть активну участь у покращенні матеріально-технічної бази школи, у ремонті та оформленні класних кімнат.
Для кожної дитини важливо, що батьки робитимуть для неї, а ще важливіше, що вони робитимуть із нею. Тому з перших місяців навчання дитини у школі батьки заохочуються до участі у проведенні святкових ранків, виховних заходів та сімейних свят, екскурсій у музеї міста Львова, культпоходів в театри та кінотеатри.
Громада Конопниці, проводячи газифікацію села (1991 р.) за власні кошти, не залишила осторонь школу: збудувала котельню, підвела газ, провела в будинку водяне опалення, спільне для потреб школи і сільського клубу.
Завжди в історії села Конопниця школа спільно з клубом (Народним домом) була і залишається осередком відновлення і збереження національних свят і традицій. Плідна співпраця вчителів школи і керівників народного дому Мерцало Христини, Стах Любові і Малюги Ольги дає змогу проводити цікаві змістовні святкові ранки і концерти для громадськості села.
Утворення (правильніше — відновлення) сільської ради в селі Конопниця (лютий 1995 р.) дало новий поштовх до зміцнення матеріальної бази школи. За сприянням сільського голови Сич Параскевії Олексіївни, місцевих депутатів та батьків учнів оновлено фасад та наново перекрито шифером дах будинку школи.
Обрання у 1998 році сільським головою Пристайка Володимира Івановича посилило роль сільської влади у житті школи. За ініціативи депутатів сільської ради та підтримці голови Пристайка В. в одному класі замінено підлогу (2001 р.), поставлено нову огорожу (2003 р.), обкладено каменем фундамент будівлі, викладено плитами стежки на подвір'ї, дооформлено дитячий спортивний майданчик, збудовано та естетично облаштовано внутрішньошкільний туалет.
На місцевих виборах 2006 року сільським головою обрано Питько Світлану Іванівну. Зміна сільського голови не призвела до змін у ставленні влади села до потреб і проблем школи. Навпаки, Світлана Іванівна, як колишня випускниця школи, з перших днів своєї праці посаді сільського голови вишукує будь-які можливості для підвищення ролі школи у житті села, усвідомлюючи, що школа виконує сьогодні не лише освітню функцію, але й культорологічну. Тісно співпрацюючи з сільською владою і батьками учнів, школа отримує гарні результати. Так, у 2008 році шкільні приміщення капітально відремонтовано: замінено двері у всіх кімнатах, повністю перетерто стіни і стелі, встановлено підлогу в коридорі та учительській, підвісну стелю в коридорі, куплено карнизи та штори на вікна, підлоги покрито офісним лінолеумом. На фасаді будинку школи встановлено фігуру Святого Миколая, свято якого дуже чекають і люблять діти.
Влітку 2008 року велику участь в оновленні школи взяли підприємець Залізний Іван Іванович з дружиною Іриною Євгенівною. За власні кошти вони придбали для школи нові сучасні парти, учительські та дитячі столи з кріслами, кухонний стіл, книжкові шафи, шафу-купе, шафу для одягу, тумби для наочності, люстри, туалетний столик з дзеркалом та умивальником, музичний центр, комп'ютер з принтером та сучасний газовий котел.
Влітку 2013 року до вирішення проблем школи долучився новий житель села Тарас Барщовський. Будівля школи та Народного дому набула гарного сучасного вигляду.[джерело?]
Школа і церква — це ті храми науки і духу, які тримають і підносять село. А Конопниця була селом без церкви, без надійної та могутньої сили у зміцненні людського духу. З побудовою в селі церкви Різдва Пресвятої Богородиці школа отримала велику допомогу у повноцінному християнському вихованні дітей. Від часу закладення та освячення каменя під фундамент храму 21 вересня 1992 року священики о. Богдан, о. Петро, о. Роман всіляко підтримували дії школи на відродження та оновлення духовного змісту освіти. Вони проводили у школі уроки християнської етики, бесіди з катехизму. З приходом на парафію о. Аскольда (1997 р.) діти залучаються до занять у недільній катехитичній школі, до участі у дитячому братстві та прощ до святих місць. Стало доброю традицією починати і закінчувати навчальний рік молитвою у сільському храмі за участю дітей, вчителів та батьків.
Спільна невтомна праця на ниві освіти дала гарні результати. У перші повоєнні роки це були поодинокі випадки: Шмілик Андрій, Марчак Іван, Дучак Микола, Скіряк Катерина і Скіряк Марія, які закінчили вищі навчальні заклади міста Львова.
Конопницька школа завжди була і є початковою школою, першою ланкою в освіті загалом. Тому продовжували своє навчання випускники школи (в давніші часи) переважно у Водянській школі (нині — Зимноводівська загальноосвітня школа I—III ступенів № 2), Рудненській — львівській СЗОШ № 74 (нині — Ліцей № 74 імені Марійки Підгірянки Львівської міської ради), невелика кількість — у львівській СЗОШ № 55. Згодом учні йшли навчатись у Бартатівську восьмирічну школу, пізніше — в Оброшинську СШ (нині — Оброшинський заклад загальної середньої освіти I—III ступенів імені Лева Шанковського), з 1978 року — у Городоцьку СШ № 2(нині — Городоцький НВК № 2 І—III ступенів «заклад загальної середньої освіти І ступеня — гімназія»). У 2003 році відкрилася нова сучасна школа у селі Лапаївка. З того часу переважна більшість дітей продовжує своє навчання у Лапаївській ЗОШ I—III ступенів імені Героя України Георгія Кірпи, а також у спеціалізованих школах, ліцеях та гімназіях міста Львова.

#### Випускники школи
Міцні знання, отримані у Конопницькій школі, дали можливість багатьом учням досягти відмінних успіхів і закінчити середні навчальні заклади з срібними і золотими медалями. Серед випускників школи є вчителі, лікарі, інженери, економісти, юристи.
Випускник школи Скіряк Іван Дмитрович, закінчивши факультет журналістики Львівського національного університету імені Івана Франка та факультет режисури кіно і телебачення КНУ театру, кіно і телебачення імені Івана Карпенка-Карого, працює старшим режисером державної телерадіокомпанії «Львів». Є автором багатьох літературних програм. Нагороджений грамотами Міністерства телебачення і радіомовлення, Львівської обласної ради та Львівської обласної державної адміністрації та багатьма грамотами державної телерадіокомпанії «Львів». Його програма «Довкілля нашого краю» нагороджена дипломом за перше місце у фестивалі «Калинові острови».
Випускник школи Мерцало Ярослав Юрійович, директор ТзОВ «Науково — „виробничої фірми Мерто — ЛТД“» у 2008 році був удостоєний Почесного звання «Лицар Вітчизни» з врученням «Золотого Хреста честі і звитяги» за високу національну гідність, патріотизм та активну участь у розбудові Української держави.
Одна з випускниць школи — Копитко Марія Федорівна, закінчивши у 1978 році з відзнакою факультет прикладної математики Львівського державного університету імені Івана Франка, захистила у 1987 році дисертацію на здобуття наукового ступеня кандидата фізико-математичних наук. Має звання старшого наукового працівника. Працювала науковим працівником, доцентом факультету прикладної математики ЛНУ імені Івана Франка. Опублікувала близько ста наукових праць у вітчизняних та закордонних виданнях. Нагороджена Подякою міського голови за багаторічну сумлінну працю і вагомий внесок у розвиток науки і освіти міста Львова.
Випускник школи Чорний Тарас Ярославович, закінчивши Львівську духовну семінарію УГКЦ, був висвячений у сан священика. У даний час служить парохом у с. Чишки, Львівського району.

## Інфраструктура

### Транспортне сполучення
Мешканці села користуються залізничною станцією Суховоля. Сама станція пов'язана гілками прямого залізничного сполучення з Мостиською, Шклом, Судовою Вишнею та Львовом.
| 128 | Приміський вокзал — вул. Городоцька — Кільцева дорога — с. Зимна Вода — с. Лапаївка — с. Конопниця — с. Бартатів — с. Воля-Бартатівська — м. Городок — с. Милятин   |
| 129 | Приміський вокзал — вул. Городоцька — Кільцева дорога — с. Зимна Вода — с. Лапаївка — с. Конопниця — с. Бартатів — м. Городок — с. Стоділки — с. Угри               |
| 140 | Приміський вокзал — вул. Городоцька — Кільцева дорога — с. Зимна Вода — с. Лапаївка — с. Конопниця — с. Бартатів — м. Городок                                       |
| 182 | Приміський вокзал — вул. Городоцька — Кільцева дорога — с. Зимна Вода — с. Лапаївка — с. Конопниця — с. Бартатів — с. Мшана — с. Залужжя — с. Повітно — с. Мальчиці |
| 183 | АС-2 (автовокзал «Північний») — Приміський вокзал — вул. Городоцька — Кільцева дорога — с. Зимна Вода — с. Лапаївка — с. Конопниця — с. Суховоля                    |
| 185 | Приміський вокзал — вул. Городоцька — Кільцева дорога — с. Зимна Вода — с. Лапаївка — с. Конопниця — с. Бартатів — с. Мшана — с. Залужжя — с. Повітно — м. Городок  |

## Історичні пам'ятки

### Сакральні споруди

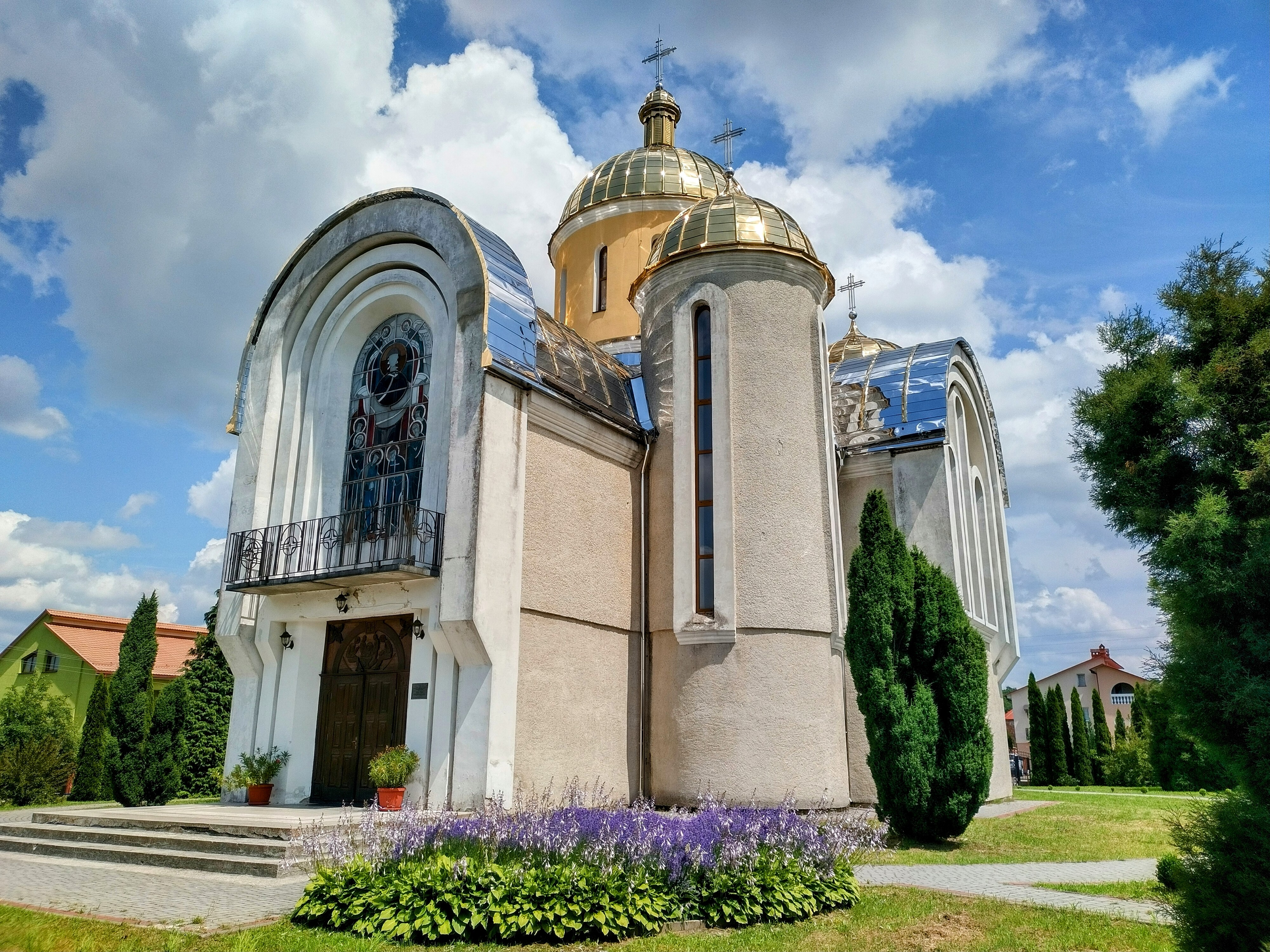
Церква Різдва Пресвятої Богородиці. Закладення та освячення наріжного каменя під фундамент храму відбулося 21 вересня 1992 року. Церква споруджена у 1993 році за проєктом архітектора Івана Подоляка[5]. Церква належить до Сокільницького деканату, Львівської архієпархії, Львівської митрополії УГКЦ[20].   - Храм Різдва Пресвятої Богородиці

### Монументи, пам'ятники
- Символічний курган-могила «Всім полеглим за волю і незалежність України» (відновлений у 1994 році)[5].
- Фігура Богородиці при вулиці Івасюка (скульптор Микола Посікіра). Фігуру встановлено за власні кошти Світлани та Михайла Питьків, а 21 вересня 2005 року її посвячено о. Аскольдом Мальчицьким[5].
- Пам'ятний знак «Хрест Свободи» (на приватній території при вулиці Івасюка), був встановлений ще у 1848 році, на честь скасування панщини в Галичині[5].